# Scott Lawson
Pour les articles homonymes, voir Lawson.

a Compétitions nationales et continentales officielles uniquement.

b Matchs officiels uniquement.
Dernière mise à jour le 10 mars 2025.
Scott Lawson, est né le 28 septembre 1981 à Lanark (Écosse). C’est un joueur de rugby à XV, ayant joué avec l'équipe d'Écosse entre 2005 et 2018, évoluant au poste de talonneur.

## Biographie

### En club
Scott Lawson joue avec les Glasgow Warriors dans la Celtic League entre 2004 et 2007. Il rejoint ensuite la Guinness Premiership en 2007 où il a joué une saison avec les Sale Sharks. En 2008, il rejoint le club de Gloucester RFC. Il quitte le club à la fin de la saison 2011-2012 et signe aux London Irish. Au bout d'une saison, il rejoint les Newcastle Falcons, avec qui il joue cinq saisons, avant de prendre sa retraite de joueur en 2018.

### En équipe nationale
Scott Lawson obtient sa première cape internationale le 5 juin 2005 à l’occasion d’un match contre l'équipe de Roumanie.

## Palmarès
- 47 sélections
- 10 points (2 essais)
- Sélections par années : 4 en 2005, 7 en 2006, 4 en 2007, 1 en 2008, 7 en 2010, 6 en 2011 et 7 en 2012, 3 en 2013, 7 en 2014, 1 en 2018
- Tournoi des Six Nations disputés : 2006, 2008, 2010, 2011 et 2012, 2014, 2018
- Coupe du monde disputée : 2007 (4 matchs) et 2011 (1 match)